# La Caresse
La Caresse (titre original : The Caress) est une nouvelle de Greg Egan, publiée en janvier 1990 dans la revue Isaac Asimov's Science Fiction Magazine et reprise dans le recueil Axiomatique en 1995 (trad. fr. 2006).

## Résumé
Alors qu'il enquête sur un meurtre, un policier découvre une créature mi-femme mi-léopard. Cette chimère pourrait être l'œuvre d'un riche excentrique reproduisant des tableaux en modifiant des êtres vivants.
Il y est fait mention du tableau de 1896 Des caresses du peintre belge Fernand Khnopff représentant un androgyne et une sphinge avec une tête humaine et un corps de léopard.